# Paraphotistus
Paraphotistus — род щелкунов из подсемейства Dendrometrinae.

## Описание
Щелкуны средних размеров. Тело плоское, явственно опушенное. Лобный киль Разбит на два надусиковых киля. Усики у самцов и самок слабопиловидные начиная с четвёртого сегмента. Передний край воротничка переднеспинки сильноокругый, находится на одном уровне с передними углами проплеврами. Задний край проплевр с явственной выемкой. Бедренные покрышки задних тазиков сужаются по направлению наружу слабо и довольно равномерно. Все сегменты лапок без лопастинок.

## Систематика
В составе рода:
- вид: Paraphotistus adiposus (Gurjeva, 1978)
- вид: Paraphotistus auronebulosus (Reitter, 1896)
- вид: Paraphotistus baerii (Kuschakewitsch, 1861)
- вид: Paraphotistus cordialis Gurjeva, 1989
- вид: Paraphotistus imitatus Gurjeva, 1989
- вид: Paraphotistus impressoides (Reitter, 1901)
- вид: Paraphotistus impressus (Fabricius, 1792)
- вид: Paraphotistus insularis Platia & Gudenzi, 1988
- вид: Paraphotistus kabakovi Gurjeva, 1989
- вид: Paraphotistus motschulskyi (Fleutiaux, 1902)
- вид: Paraphotistus obscuroaeneus (Koenig, 1889)
- вид: Paraphotistus picticollis (Fairmaire, 1891)
- вид: Paraphotistus przewalskyi (Koenig, 1889)
- вид: Paraphotistus roubali (Jagemann, 1942)
- вид: Paraphotistus semenovi (Koenig, 1889)
- вид: Paraphotistus subalpinus (Gurjeva, 1979)